# Antonis Tritsis
Antonis Tritsis (griechisch Αντώνης Τρίτσης, * 1937 in Argostoli; † 7. April 1992 in Athen) war ein griechischer Architekt, Städteplaner und Politiker, der als Athener Bürgermeister bekannt wurde.

## Leben
Tritsis wurde 1937 in Argostoli auf Kefalonia geboren, seine Familie verließ nach dem Erdbeben von 1953 die Stadt und zog nach Athen. 1959 machte er seinen Abschluss als Architekt am Politechneio, dank eines Fulbright-Stipendiums setzte er 1960 sein Studium in den USA fort und kehrte 1963 nach Griechenland zurück.
Als Abgeordneter eines Wahlbezirks auf Kefalonia wurde er in das griechische Parlament gewählt. Für seine Heimatstadt Argostoli war er als Stadtplaner tätig. Er erreichte eine Verlegung der Institutionen der „automobilen Tätigkeiten“ (alles, wohin der Bürger mit dem Auto fährt, wie Busbahnhof und Sporthalle) an den Stadtrand.
Von 1981 bis 1985 war er Minister für Bauvorhaben in der Regierung der Pasok und gründete 1989 eine eigene Partei, mit der er scheiterte. 1990 wurde er als Pasok-Parteimitglied mit Unterstützung der Nea Dimokratia zum Bürgermeister Athens gewählt, er starb jedoch schon 1992, so dass viele seiner Vorhaben unrealisiert blieben. Er besuchte 1991 Bagdad, um sich ein Bild der Kriegszerstörungen zu machen.
Nach einem schweren Schlaganfall in seinem Büro im Rathaus kämpfte er einige Tage mit dem Leben, bevor er starb. Sein gesamtes Vermögen ging in eine Stiftung ein, die urbane Projekte unterstützt, wie er es in seinem Testament gewünscht hatte.

## Vorhaben
Tritsis ließ in der ganzen Stadt Bäume pflanzen, von denen seiner Meinung nach eine Stadt kaum genug haben könnte. Alle bedeutenden archäologischen Stätten wollte er mit einem Fußgängerweg erschließen (realisiert im Jahr 2000). Am bekanntesten wurde er mit seiner Forderung zur Einführung einer Straßenbahn und als entschiedener Gegner von U-Bahnen, denen er urbane Qualitäten gänzlich absprach. Dass die Straßenbahn Athen realisiert wurde, ist auch ihm zu verdanken. Nicht realisiert wurde seine Idee, Kreuzungen zu untertunneln, um mehr öffentliche Plätze zu schaffen.

## Trivia
Tritsis benutzte als Dienstfahrzeug ein Moped, gelegentlich auch die Trittbretter der städtischen Müllwagen.

## Gedenken
Ihm zu Ehren wurde der Umweltpark „Antonis Tritsis“ in Ilio benannt. In Argostoli tragen eine Sporthalle und eine Straße seinen Namen.